# Monumento a Adam Mickiewicz (Vilna)
El Monumento a Adam Mickiewicz (en lituano: Adomo Mickevičiaus paminklas Vilniuje) es un monumento en las inmediaciones de la Iglesia de Santa Ana y el monasterio de Bernardo de la ciudad de Vilna, en la calle Maironio (la calle de Santa Ana antes de 1945) a lo largo de las orillas del río Neris.
El primer diseño propuesto para el monumento a Adam Mickiewicz en Vilna fue promovido por Zbigniew Pronaszko de la Universidad de Vilna (entonces, Universidad de Stefan Batory en la Segunda República de Polonia). Sin embargo, en mayo de 1925 un concurso fue abierto para el monumento propuesto. El artista polaco Stanisław Szukalski ganó el concurso para la construcción del monumento, compitiendo con otros 66 escultores, sin embargo, el proyecto presentado por Szukalski mostraba al escritor desnudo, acostado en un altar de sacrificios sobre un gran pedestal en forma de pirámide. Azteca. El diseño de Szukalski fue muy controvertido, y la atmósfera polarizada llevó al comité del monumento a organizar un nuevo concurso, esta vez compuesto solo por artistas invitados.
El proyecto fue más tarde revivido en la década de 1980, con un diseño seleccionado por Gediminas Jokūbonis, un escultor lituano. El monumento fue inaugurado el 18 de abril de 1984.